# Petra Wede
Petra Wede (* 1969 in Bad Segeberg, Schleswig-Holstein) ist eine deutsche Radiomoderatorin und niederdeutsche Autorin.

## Leben
Petra Wede ist in Seedorf im Kreis Segeberg aufgewachsen. Nach dem Abitur machte sie eine Ausbildung zur Bankkauffrau und arbeitet anschließend in diesem Beruf.
Nebenbei arbeitete Wede, die seit ihrem 15. Lebensjahr Plattdeutsch erzählt, dreieinhalb Jahre beim NDR 1 Welle Nord und machte sich dort in der Sendereihe Hör mal ’n beten to als Autorin und Moderatorin einen Namen. Einige ihrer plattdeutschen Kurzgeschichten und Glossen erschienen in verschiedenen Anthologien. Außerdem unterrichtete sie von 2006 bis 2017 ehrenamtlich an der Schlamersdorfer Grundschule die Drittklässler in Plattdeutscher Sprache. Des Weiteren war sie, gemeinsam mit Christa Heise-Batt, Redakteurin des vom Schriftsteller Bernhard Koch in Halstenbek herausgegebenen Magazins Dat Blatt op Platt und ist Mitgestalterin von plattdeutschen Gottesdiensten.
Petra Wede lebt im Seedorfer Ortsteil Hornsmühlen.

## Werke (Auszüge)
- Plüschmors, Gedichten un Geschichten: Tiet för Fruuns-Vertellen. Tiet för Platt-Verlag, 2012, ISBN 978-3-9814757-1-5
- Steerns an’n Heven. Wiehnachten in uns Tiet. Hrsg.: Gesche Scheller. Autoren: Ines Barber, Ilka Brüggemann, Yared Dibaba, Marianne Ehlers, Sandra Keck, Matthias Stührwoldt, Heike Thode-Scheel, Petra Wede und Detlef Wutschik, Quickborn-Verlag, Hamburg 2016, ISBN 978-3-87651-435-2.